# Valor (axiología)
El valor es una cualidad de un sujeto o un objeto. Los valores son agregados a las características físicas o psicológicas, tangibles del objeto; es decir, son atribuidos al objeto por un individuo o un grupo social, modificando a partir de esa de lo cual es la atribución, su comportamiento y actitudes hacia el objeto en cuestión. El valor es una cualidad que se confiere a las cosas comunes, hechos o personas una estimación, ya sea positiva o negativa.
Se puede decir que la existencia de un valor es el resultado de la interpretación que hace el sujeto de la utilidad, deseo, importancia, interés, belleza del objeto. Es decir, la valía del objeto es, en cierta medida, atribuida por el sujeto, en acuerdo a sus propios criterios e interpretación, producto de un aprendizaje, de una experiencia, la existencia de un ideal, incluso de la noción de un orden natural que trasciende al sujeto en todo su ámbito. «Puesto que los valores no son cosas, ni elementos de las cosas, entonces los valores son impresiones subjetivas de agrado o desagrado, lo que nos producen a nosotros y que nosotros proyectamos sobre las cosas. Se ha acudido entonces al mecanismo de la proyección sentimental; se ha acudido al mecanismo de una objetivación, y se ha dicho: esas impresiones gratas o ingratas, que las cosas nos producen, nosotros las arrancamos de nuestro yo subjetivo y las proyectamos y objetivamos en las cosas mismas y decimos que las cosas mismas son buenas o malas, o santas o profanas» (García Morente, 1992).
Valores tales como: honestidad, lealtad, identidad cultural, respeto, responsabilidad, solidaridad, amor, tolerancia, gratitud, laboriosidad, sociabilidad, etc., son fundamentales para convivir pacíficamente en la sociedad.
Sin embargo, como en muchos de los temas antropológicos, se puede considerar que la libertad o la solidaridad, más que valores personales o sociales, son sus fundamentos de valor, lo que delimita el ámbito axiológico. Como cualidades apreciadas por el sujeto solo adquieren el rango de valores en el momento en que son alcanzadas como prácticas personales o colectivas. En otras palabras, la libertad no es un valor por el contenido del concepto o por ser apreciada como una práctica deseable de un determinado grupo social, la libertad es un valor cuando es apreciada y ejercida por los sujetos, es decir, demanda situaciones praxeológicas, es el ejercicio de la libertad en una comunidad. Esto se conoce como dialéctica objeto-sujeto, relación recíproca entre el objeto considerado como valioso por el pensamiento y la práctica del sujeto, hábitos virtuosos.
Los valores desarrollan virtudes que desplegados diariamente en nuestro ambiente benefician a nuestro entorno y a la sociedad en general. Los valores se delimitan por una cultura, grupo, religión, hábitos o tradiciones. En línea con la dialéctica sujeto-objeto en los valores se producen los casos y controversias. Por ejemplo, el respeto a las mujeres en el medio oriente no es el mismo que podemos observar en otras partes del mundo. En una cultura y religión puede no considerarse vejatorio o intolerante (dimensión subjetiva del valor).

## Tipos de valores

### Valores universales
Hay dudas de si realmente existen valores universales, pero a muy grandes rasgos, algunos de ellos son tenidos en estima por un amplio número de culturas y sociedades.
Estos valores suelen hacer alusión a los aspectos más básicos de la vida humana, como son la vida misma, la ausencia de dolor, el bienestar, entre otros.

### Valores personales
Por el contrario, los personales son aquellos valores que residen en cada individuo, o sea, que cada quien interpreta un poco a su manera y ejerce según su libre albedrío. Muchos de ellos pueden coincidir con valores más universalmente aceptados, pero que en ciertas circunstancias pueden tenerse en falta, lo cual no suele constituir una falta social grave.
Por ejemplo, suele valorarse la honestidad, pero es prácticamente imposible vivir en paz en sociedad diciendo siempre la verdad de lo que se piensa.

### Valores familiares
Aquellos que suelen transmitirse en familia, es decir, que aprendemos en casa. Son enseñados por nuestros padres y familiares. Suelen ser, también, los valores tradicionales, o sea, los heredados de generaciones anteriores, lo cual significa que pueden variar dependiendo de la cultura en que dicha familia se inserte.
Por ejemplo, en ciertas comunidades se tiene como un valor familiar el respeto y la devoción por los ancestros, como ocurre en los hogares tradicionales de Japón. En Occidente, en cambio, tendemos a ser mucho más irreverentes con la autoridad paterna.

### Valores políticos
Se trata de aquellos que nos impone la sociedad en la que vivimos. A menudo tienen que ver con su propio funcionamiento, o con el lugar que debemos ocupar dentro de ella.
Son conductas como el patriotismo, por ejemplo, que se inculcan en la escuela y en otras instituciones que poseen un plan formativo, no sólo en conocimientos, sino también en valores cívicos, patrióticos, en definitiva, políticos.

### Valores religiosos
Aquellos provenientes de la práctica puntual de algún tipo de religión o misticismo, especialmente aquellos que poseen instituciones que los respaldan, o sea, iglesias.
El cristianismo, una de las principales religiones del mundo, posee su propia serie de valores cristianos, como son los profesados por los 10 mandamientos: la obediencia a los padres, la fe en Dios, el rechazo a las tentaciones “carnales”, el amor al prójimo, entre otros.

### Valores éticos
Los valores vinculados con la ética son aquellos que se desprenden de una profesión, un conocimiento o un poder. Regulan la buena utilización de un cierto poder que la sociedad nos entrega.
Por ejemplo, la honestidad (contraria a la corrupción) es un valor que todos anhelamos ver en nuestros políticos, aunque estos en muchos casos se empeñen en defraudarnos. La sinceridad, por otro lado, es una cualidad ética que apreciaremos en un médico al que confiamos nuestra salud.

### Valores morales
Los valores morales a menudo se confunden con los religiosos y con los familiares, porque usualmente todos ellos tienen fronteras comunes, dictadas por la historia, la cultura y la tradición. Sin embargo, entenderemos por valores morales aquellos que se desprenden de dos nociones absolutas y difíciles de definir: el bien y el mal.
Como se sabe, estos son realmente puntos de vista respecto a las cosas, no categorías definibles en términos universales.